# Доњи Врбљани
Доњи Врбљани су насељено мјесто у општини Рибник, Република Српска, БиХ. Пре распада СФРЈ придападало је општини Кључ. Према попису становништва из 1991. у насељу је живјело 896 становника.

## Географија
У Врбљанима извире ријека Сана.

## Култура
У Врбљанима су у прошлости постојале три цркве-брвнаре. Садашња црква је изграђена прије Другог свјетског рата. У њој се налазе иконе митрополита Саве Косановића, које датирају из 1872. до 1875. године. Црква је обновљена 1999.

## Образовање
Прве школе су почетком деветнаестог вијека водили свештеници по кућама. Прва школска зграда је отворена почетком двадесетог вијека, а садашња зграда је изграђена шездесетих година 20. вијека.

## Привреда
Велико број становника је запослен у шумском газдинству Рибник. Насеље је у прошлости имало 20 воденица, а данас има само једну која је саграђена шездесетих година 20. вијека.

## Становништво
Становници се називају Врбљанци.
| Националност       | 1991. | 1981. | 1971. | 1961. |
| Срби               | 894   | 1.442 | 1.615 | 1.953 |
| Југословени        | 2     | 16    |       | 2     |
| Црногорци          |       |       | 1     |       |
| Хрвати             |       | 1     |       |       |
| остали и непознато |       | 1     | 3     | 1     |
| Укупно             | 896   | 1.460 | 1.619 | 1.956 |

| Демографија | Демографија | Демографија |
| Година      | Становника  | Становника  |
| ----------- | ----------- | ----------- |
| 1961.       | 1.956       |             |
| 1971.       | 1.619       |             |
| 1981.       | 1.460       |             |
| 1991.       | 896         |             |
| 2013.       | 386         |             |

### Презимена
- Караћ[1]
- Берић[1]
- Бабић[1]
- Гатарић[1]
- Јелић[1]
- Калинић[1]
- Цигановић[1]
- Лукић[1]
- Ђукић[1]
- Петковић[1]
- Шкавић[1]
- Јокић[1]
- Ђурђевић[1]
- Томић[1]
- Периновић[1]
- Лекић[1]
- Зорић[1]
- Јанковић[1]
- Стојчић[1]
- Војводић[1]
- Михаљчић[1]
- Шешум[1]
- Азарић[1]
- Марковић
- Ћук
- Којић[1]
- Перишић[1]
- Двизац[1]
- Kркљић
- Миљановић
- Васић